# Mart Kivastik

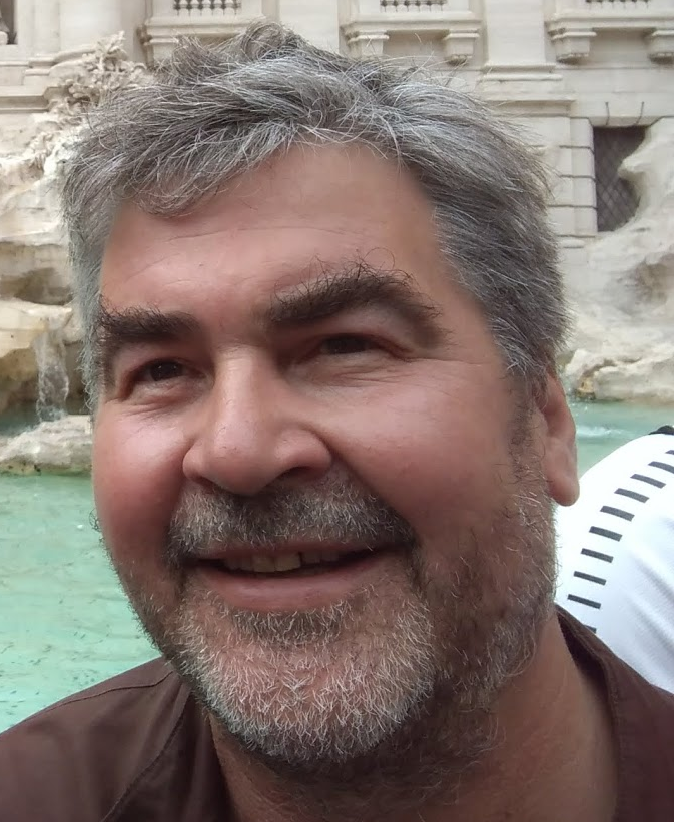
Mart Kivastik, 2019

Mart Kivastik (* 4. März 1963 in Tartu) ist ein estnischer Schriftsteller.

## Leben und Werk
Mart Kivastik absolvierte zunächst eine Ausbildung zum Chorleiter. Anschließend studierte er von 1984 bis 1989 Estnische Sprache und Literatur an der Universität Tartu. Seit 1991 ist er als freier Autor und Journalist, insbesondere im Bereich Kultur, tätig.
Mart Kivastik debütierte 1987 mit Kurzgeschichten. Er schrieb zunächst vor allem Prosatexte, bevor er sich Ende der 1990er Jahre verstärkt dem Drama zuwandte: „Seine Stücke sind wortgewaltige Eruptionen eines Bohemiens, denen absurde Elemente nicht fehlen.“

## Werke (Auswahl)
- Homme (1995)
- Palun õnnelikuks (Erzählung, 1996)
- Peeter und Erik (Drama, 1997)
- Varblane (Erzählung, 1999)
- Õnne, Leena! (Drama, 2000)
- Presidendi lapsed (2001)
- Kui sa mind ei armasta, ära mine ära (2003)
- Savonarola (Drama, 2005)
- Külmetava kunstniku portreed (2006)
- Sõdur (2007)
- Teener (Drama, 2007)
- Kurb raamat (Kurzgeschichten, 2008)
- Eesti asja: näidendid. (Dramen, 2010)
- Vietnami retsept (2012)
- Autoportree naise ja hobusega (2015)
- Armastuse vormid (2017)
- Sure, Poisu! (Roman, 2021, Deutsch Barbarus, s. u.)

Daneben verfasste Kivastik verschiedene Drehbücher, unter anderem das Drehbuch zu dem estnischen Spielfilm Taarka, der 2008 in die Kinos kam. Er führte Regie und schrieb das Drehbuch zu dem Spielfilm Üks mu sõber, der 2011 Premiere hatte.

## Übersetzungen ins Deutsche
- Barbarus. Aufstieg und Fall einer Marionette. Roman. Aus dem Estnischen von Cornelius Hasselblatt. Lübeck: Rote Katze Verlag 2024. 183 S.